# 迪士尼樂園度假區
迪士尼樂園度假區（Disneyland Resort）又稱為加州迪士尼度假區、安納罕迪士尼度假區，是一座位於美國加州洛杉磯地区奥兰治县的安纳海姆的迪士尼度假區。它也是世界上第一個度假區，迪士尼樂園度假區包括三個旅館、迪士尼小鎮和兩個主題公園（迪士尼樂園和迪士尼加州冒險樂園）。

## 發展沿革
該度假區由華特·迪士尼於1950年代開發，並開幕於當年7月17日，該物業包括迪士尼樂園、佔地 100 英畝的停車場以及由迪士尼的商業夥伴傑克·拉瑟 (Jack Wrather) 擁有和經營的迪士尼樂園飯店。在佛羅里達州的華特迪士尼世界度假區取得莫大的成功後，迪士尼收購了毗鄰迪士尼樂園的大片土地，以在安纳海姆套用相同的商業模式。
在擴建期間，此區域重新命名為迪士尼樂園度假區以涵蓋所有建設，而原來的主題公園則被命名為迪士尼樂園。華特迪士尼公司從拉瑟公司購買了迪斯尼樂園酒店，從東急集團購買了泛太平洋酒店。泛太平洋酒店於2000年成為迪士尼天堂碼頭飯店。2001年，迪士尼度假區增設了迪士尼加州大飯店、迪士尼加州冒險樂園，以及迪士尼市中心的購物、餐飲和娛樂區。
在2012年，於迪士尼加州冒險樂園增設汽車總動員天地（Cars Land）。在2019年，於迪士尼樂園增設星球大戰：銀河邊緣（Star Wars: Galaxy's Edge）。在2021年，於迪士尼加州冒險樂園開啓復仇者校園（Avengers Campus)。

## 設施

### 主題公園
- 加州迪士尼主題樂園
- 迪士尼加州冒險樂園

### 度假區飯店
- 迪士尼樂園飯店
- 迪士尼加州大飯店
- 迪士尼天堂碼頭飯店

### 購物、餐飲和娛樂
- 迪士尼市中心特區

### 其他設施
- 迪士尼樂園單軌電車系統

## 入場人次
2013年，AECOM和TEA的報告顯示，迪士尼樂園和迪士尼加州冒險樂園分別吸引15,963,000和7,775,000人次進場。合計入場人次達到23,738,000人次。迪士尼加州冒險樂園的入場人次對比2011年更是大幅上升了22.6%。
2019年，AECOM和TEA的報告顯示，迪士尼樂園吸引18,666,000人次進場，爲世界第2，迪士尼加州冒險樂園則吸引9,861,000人次。

## 外部連結
- 迪士尼樂園度假區官方網站 （页面存档备份，存于）
- 迪士尼樂園度假區官方的Facebook專頁